# Три дня дождя (фильм)
«Три дня дождя» (англ. Three Days of Rain) — драматический фильм 2002 года режиссёра Майкла Мередита. Сюжет основан на шести рассказах Антона Павловича Чехова, действие которых было перенесено в современный Кливленд. Премьера состоялась 12 мая 2002 года на кинофестивале Трайбека. В 2003 году фильм также был показан в рамках Каннского и Московского кинофестивалей.

## Сюжет
В один из обычных вторников в Кливленде началась гроза, которая длилась три дня. Шесть историй разных людей, рассказанных в фильме, объединило лишь это ненастье. Среди них наркоман, лишившийся опеки над дочерью из-за своей пагубной привычки; водитель такси, потерявший сына; бизнесмен, компания которого производит плитку; умственно отсталый дворник, потерявший свою работу; местный диджей и другие жители города.

## В ролях
- Пенелопа Аллен — Хелен
- Эрик Авари — Алекс
- Алими Баллард — Деррик
- Джоуи Билоу — Денис
- Брюс Бон — Крэнстон
- Роберт Кассерли — Рэй
- Питер Фальк — Вальдо
- Блайт Даннер — женщина в кэбе
- Марк Фойерстин — покупатель машины
- Лайл Ловетт — диджей
- Джон Кэрролл Линч — гость
- Уэйн Роджерс — бизнесмен
- Роберт Кэррадайн — водитель
- Кир Дулли — камео
- Джейсон Патрик — камео

## Награды и номинации
| Год  | Награда     | Категория                  | Номинанты     | Результат |
| ---- | ----------- | -------------------------- | ------------- | --------- |
| 2002 | Трайбека    | Лучший игровой фильм       | Майкл Мередит | Номинация |
| 2003 | Method Fest | Лучший фильм               | Майкл Мередит | Победа    |
| 2003 | Method Fest | Лучший актёр второго плана | Эрик Авари    | Победа    |

## Отзывы
Фильм получил смешанные оценки кинокритиков. На сайте Rotten Tomatoes у фильма 40 % положительных рецензий на основе 10. На сайте Metacritic — 52 балла из 100 на основе 12 отзывов. Американский кинокритик Роджер Эберт поставил фильму 2,5 звезды из 4.